# Le Vase étrusque
Le Vase étrusque est une nouvelle de Prosper Mérimée, parue dans la Revue de Paris du 14 février 1830.

## Résumé
Auguste Saint-Clair, un homme très renfermé qui ne cherche à plaire qu'aux gens qui lui plaisent, rencontre Mathilde de Coursy, une jeune et belle veuve, fraîche comme une rose. Elle devient sa maîtresse et son unique amie.
Peu après, Auguste Saint-Clair assiste à un déjeuner-dîner (un déjeuner de célibataires qui dure longtemps) où on lui dit que Mathilde de Coursy a été la maîtresse de Massigny, qui lui avait offert un vase étrusque, une pièce rare et inédite. Auguste est assez fou pour avoir des soupçons ; et assez hypocrite pour les cacher à Mathilde de Coursy.
Un autre soir, la comtesse de Coursy remet une montre « raccommodée » à Auguste : le portrait en miniature de Mathilde de Coursy est peint sur le fond de la boîte. Puis, elle dit que c'est Massigny qui lui a fait connaître le peintre. Saint-Clair est furieux. Il aimerait mieux cent fois, lui dit-il, qu'elle soit une courtisane et qu'elle se soit donnée pour de l'argent. Au moins pourrait-il croire qu'elle l'aimait. Maintenant il frémit à la seule idée de lier son sort à l'ancienne maîtresse de Massigny.
En ce temps-là, Auguste, en se promenant à cheval, provoque une dispute avec Thémines, un de ses rivaux. Le jour suivant, Mathilde dit qu'elle n'avait jamais été la maîtresse de Massigny. Saint-Clair lui demande pardon plusieurs fois. Il est tué lors d'un duel provoqué par la dispute avec Thémines. Trois années plus tard, Mathilde meurt d'une maladie de poitrine, causée par le chagrin.
Il a été avancé que le modèle de Mathilde de Coursy était Émilie Hémart, épouse du militaire Félix Lacoste avec lequel Mérimée eut un duel au cours duquel il fut blessé au bras. Le personnage de Saint-Clair pourrait être inspiré de Stendhal, où de Mérimée lui-même.